# Serie A1 1994-1995 (hockey su pista)
La Serie A1 1994-1995 è stata la 72ª edizione (la 46ª a girone unico) del massimo campionato italiano di hockey su pista maschile. Lo scudetto fu conquistato per la 26ª volta dall'Hockey Novara.

## Formula
Per la stagione 1994/1995 il campionato si svolse tra 12 squadre che si affrontarono in un girone unico, con partite di andata e ritorno. Al termine della stagione regolare si disputarono i playoff ai quali parteciparono anche le prime due classificate di A2.

## Squadre partecipanti
| - Amatori Vercelli - Breganze - Amatori Reggio Emilia - CGC Viareggio - Bassano (Lumesystem) - Novara (Rubinetteria Quaranta) | - Roller Salerno - Follonica - Roller Monza (Essebì) - Amatori Lodi (Camoni) - Hockey Club Lodi (Dme) - AFP Giovinazzo Pol. |

## Classifica finale
|  | Pos. | Squadra               | Pt | G | V | N | P | GF | GS | DR |
|  | ---- | --------------------- | -- | - | - | - | - | -- | -- | -- |
|  | 1.   | Novara                | 40 |   |   |   |   |    |    |    |
|  | 2.   | Roller Monza          | 39 |   |   |   |   |    |    |    |
|  | 3.   | Amatori Lodi          | 35 |   |   |   |   |    |    |    |
|  | 4.   | Amatori Vercelli      | 26 |   |   |   |   |    |    |    |
|  | 5.   | Roller Salerno        | 23 |   |   |   |   |    |    |    |
|  | 6.   | Hockey Club Lodi      | 21 |   |   |   |   |    |    |    |
|  | 7.   | Amatori Reggio Emilia | 19 |   |   |   |   |    |    |    |
|  | 8.   | Breganze              | 19 |   |   |   |   |    |    |    |
|  | 9.   | CGC Viareggio         | 15 |   |   |   |   |    |    |    |
|  | 10.  | Bassano               | 14 |   |   |   |   |    |    |    |
|  | 11.  | Follonica             | 10 |   |   |   |   |    |    |    |
|  | 12.  | AFP Giovinazzo Pol.   | 3  |   |   |   |   |    |    |    |

Legenda:

      Qualificate ai play-off
      retrocesse in A2

## Play-off scudetto

### Tabellone
|  | Quarti di finale | Quarti di finale | Quarti di finale | Quarti di finale | Quarti di finale | Quarti di finale | Quarti di finale |  |  | Semifinali | Semifinali       | Semifinali       | Semifinali       | Semifinali   | Semifinali   | Semifinali |   |   | Finale | Finale | Finale | Finale | Finale | Finale | Finale |  |
|  |                  |                  |                  |                  |                  |                  |                  |  |  |            |                  |                  |                  |              |              |            |   |   |        |        |        |        |        |        |        |  |
|  | 1                | Novara           | Novara           | Novara           | 14               | 11               | 11               |  |  |            |                  |                  |                  |              |              |            |   |   |        |        |        |        |        |        |        |  |
|  | 2A2              | Sandrigo         | Sandrigo         | Sandrigo         | 5                | 4                | 5                |  |  | 1          | Novara           | Novara           | Novara           | 10           | 3            | 7          |   |   |        |        |        |        |        |        |        |  |
|  | 4                | Amatori Vercelli | Amatori Vercelli | Amatori Vercelli | 5                | 7                | 10               |  |  | 4          | Amatori Vercelli | Amatori Vercelli | Amatori Vercelli | 1            | 1            | 6          |   |   |        |        |        |        |        |        |        |  |
|  | 6                | Lodi             | Lodi             | Lodi             | 4                | 6                | 1                |  |  |            |                  |                  |                  |              |              |            |   |   | 1      | Novara | Novara | Novara | 8      | 5      | 7      |  |
|  | 2                | Roller Monza     | Roller Monza     | Roller Monza     | 11               | 6                | 9                |  |  |            |                  | 2                | Roller Monza     | Roller Monza | Roller Monza | 5          | 2 | 4 |        |        |        |        |        |        |        |  |
|  | 1A2              | Prato Primavera  | Prato Primavera  | Prato Primavera  | 3                | 2                | 3                |  |  | 2          | Roller Monza     | 7                | 3                | 7            | 2            | 5          |   |   |        |        |        |        |        |        |        |  |
|  | 3                | Amatori Lodi     | 1                | 0                | 4                | 1                | 5                |  |  | 3          | Amatori Lodi     | 2                | 2                | 9            | 7            | 4          |   |   |        |        |        |        |        |        |        |  |
|  | 5                | Roller Salerno   | 0                | 5                | 2                | 2                | 1                |  |  |            |                  |                  |                  |              |              |            |   |   |        |        |        |        |        |        |        |  |

## Verdetti
- Novara (Rubinetteria Quaranta) - Campione d'Italia 1994-1995.
- Follonica,  AFP Giovinazzo Pol. - retrocesse in Serie A2.

### Libri
- Paolo Virdi, 50 minuti di gloria. Gli anni moderni dell'hockey pista. Volume 1, Lodi, Lodinotizie, 2012, ISBN 978-88-908803-0-8.